# Antillophos candeanus
Antillophos candeanus is een soort in de klasse van de Gastropoda (Slakken).
Het dier komt uit het geslacht Antillophos en behoort tot de familie Buccinidae. Antillophos candeanus werd in 1842 beschreven door d'Orbigny.